# Cap de Creus

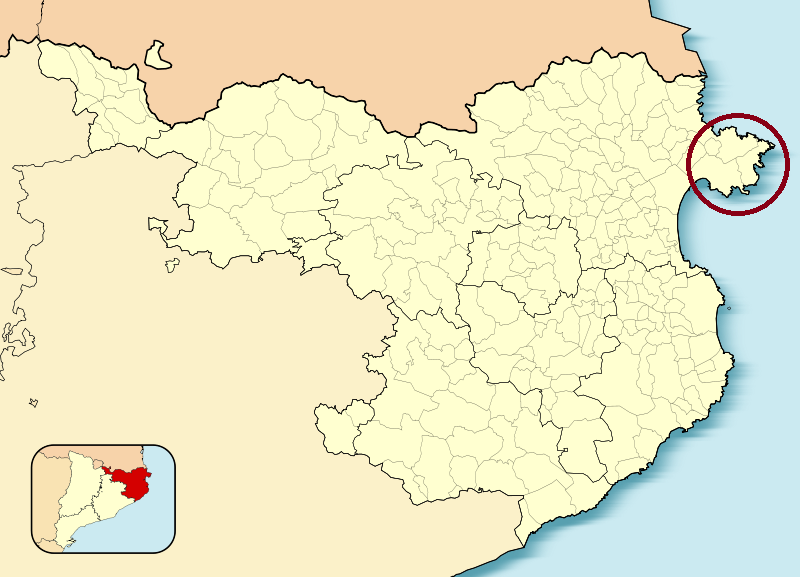
Mapa

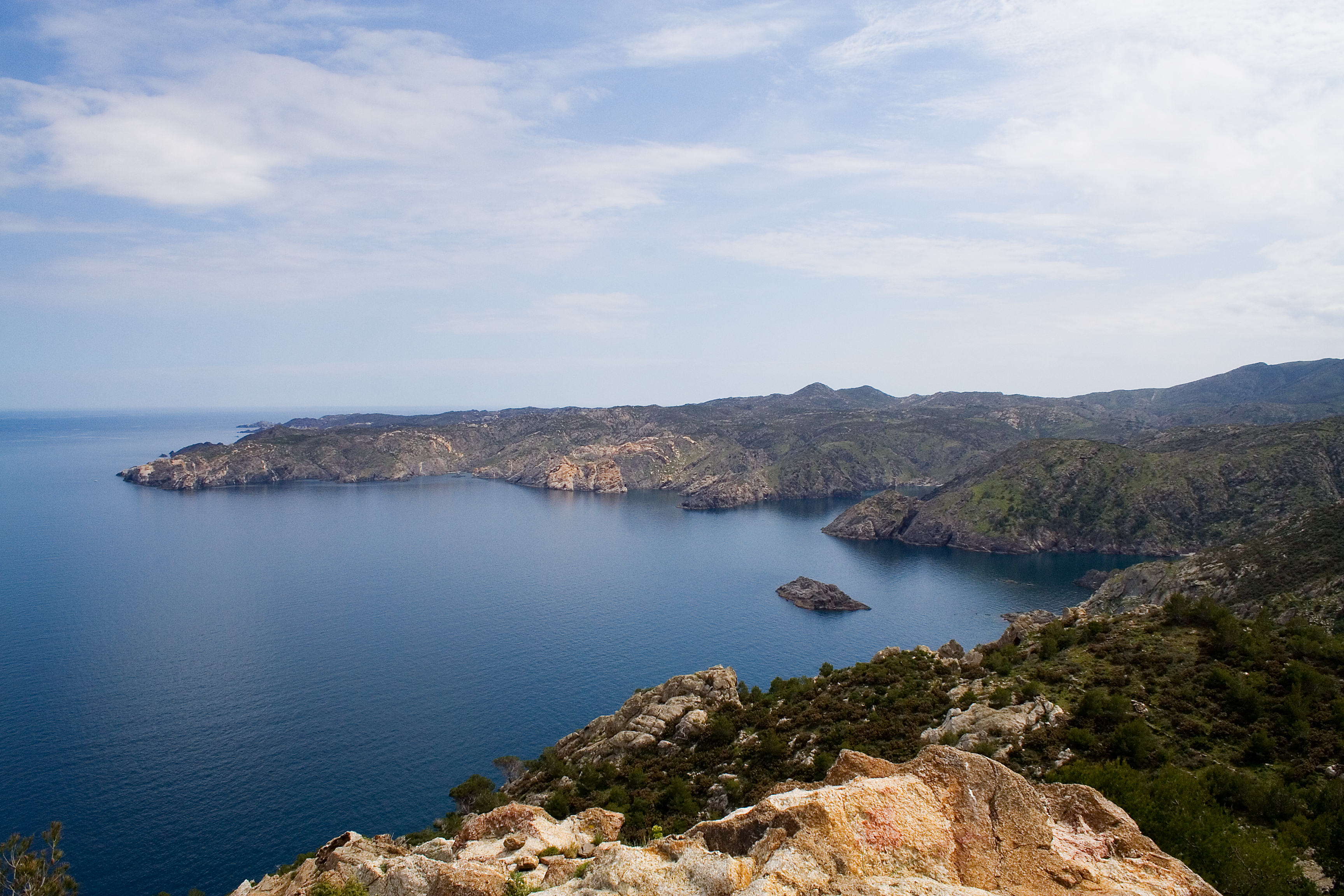
El Golfet při pohledu z Cap Gros v Cap de Creus

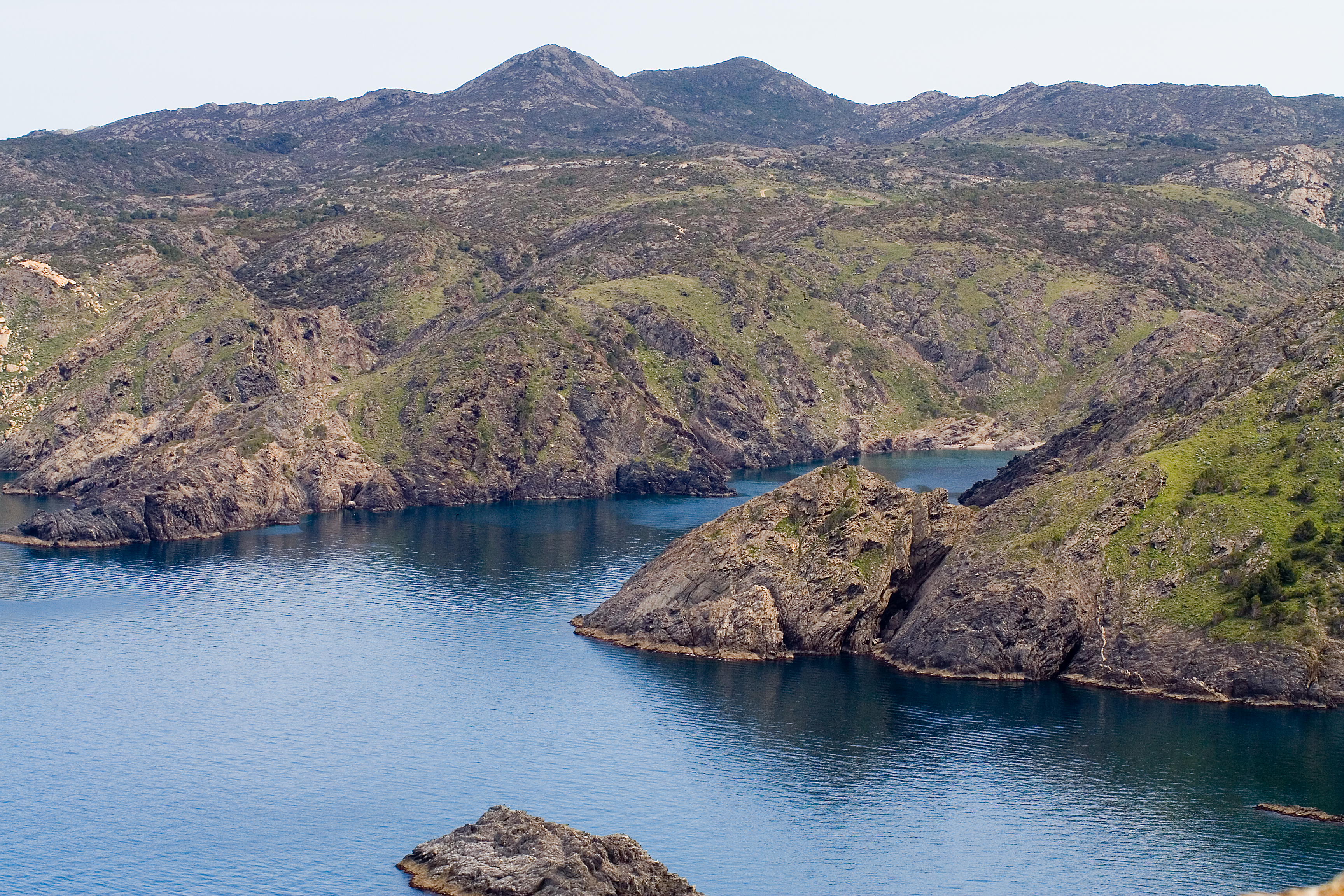
Další pohled na El Golfet z Cap Gros v Cap de Creus

Cap de Creus (španělsky: Cabo de Creus) je poloostrov a pevninský výběžek nacházející se na severovýchodě Katalánska, asi 25 kilometrů jižně od francouzských hranic. Na mysu leží město Cadaqués. Nejbližším velkým městem je Figueres, hlavní město Alt Empordy a rodiště Salvadora Dalího. Cap de Creus je nejvýchodnější bod Katalánska, a tedy pevninského Španělska a Pyrenejského poloostrova. Oblast je nyní přírodním parkem. Poloostrov má rozlohu 190 kilometrů čtverečních.
V nadmořské výšce 500 m n. m. byl v 11. století postaven klášter Sant Pere de Rodes s výhledem na Pyreneje.
Jedna legenda vypráví, že Cap de Creus vysekal Herkules.